# Beuren (Eifel)
Beuren in der Eifel ist eine Ortsgemeinde im Landkreis Cochem-Zell in Rheinland-Pfalz. Sie gehört der Verbandsgemeinde Ulmen an.

## Geographie
Zu Beuren gehören auch die Wohnplätze Beurenermühle und Peltzerhaus. An Beuren grenzen im Uhrzeigersinn die Ortsgemeinden Kliding, Bremm, Sankt Aldegund, Alf, Bengel, Hontheim und Bad Bertrich.
Ende der 1960er Jahre plante RWE das große Pumpspeicherwerk Bremm. Dessen sechs Kilometer langer Obersee im unmittelbar westlich gelegenen Erdenbachtal und der kleinere Untersee im östlichen Ellerbachtal hätten den Höhenzug mit Urschmitt, Kliding und Beuren im Verlauf der Landesstraße 106 in markanter Weise zu beiden Seiten begrenzt.

## Geschichte
Abgesehen von Spuren aus römischer Zeit und einem nicht eindeutigen Buriae im Moselgau wird mutmaßlich Beuren zusammen mit Gevenich und Weiler urkundlich 1017 durch Poppo von Babenberg (Trierer Erzbischof und Kurfürst 1016–1047) erwähnt („... Wilre, Sueuinicha, Beura ...“). Forst- und Landwirtschaft waren immer die wichtigsten Wirtschaftsfaktoren Beurens. Die fürstlichen Besitzverhältnisse innerhalb der Gemeinde waren früher komplex. Teile gehörten Kurtrier, Kloster Stuben, den Herren von Bassenheim, Pyrmont und Winneburg. 1543 wurde ein Pyrmonter Hof im Besitz des Freiherrn Friedrich von Eltz-Pyrmont genannt, 1550 und 1562 ein Stubener Hof der vermutlich an den Kurfürsten von Trier verkauft wurde. 1585 wird ein Hof des Kurfürsten von Trier erwähnt. 1622 ist der Pyrmonter Hof im Besitz des Freiherrn Damian Waldbott v. Bassenheim.
 1794 erfolgte die Besetzung durch die französische Revolutionsarmee. Die als Lippsmühle bekannte Bannmühle von Beuren, Bertrich und Kennfus wurde aufgelöst, während die noch zu kurtrierischer Zeit bewilligte gemeindeeigene Beurener Mühle fortbestand. Beuren, ursprünglich ein Fillialort von Bremm, wurde von 1806 bis 1863 der Pfarrei Urschmitt zugeschlagen. 1815 wurde der Ort auf dem Wiener Kongress dem Königreich Preußen zugeordnet. 1834 vernichtete ein Großbrand fast das ganze Dorf, in der Folge wanderten viele Beurener Bürger aus. Seit 1946 ist er Teil des damals neu gebildeten Landes Rheinland-Pfalz.

## Politik

### Bürgermeister
Sandra Hendges-Steffens (CDU) wurde am 6. Juli 2023 Ortsbürgermeisterin von Beuren. Bei der Direktwahl am 18. Juni 2023 war sie mit einem Stimmenanteil von 92,4 % gewählt worden. Bei der Direktwahl am 9. Juni 2024 wurde sie ohne Gegenkandidaten mit 97,4 % der Stimmen in ihrem Amt bestätigt.
Der Vorgänger von Sandra Hendges-Steffens, Karl-Peter Uebereck, hatte das Amt am 13. April 2006 übernommen. Zuletzt bei der Direktwahl am 26. Mai 2019 war er mit einem Stimmenanteil von 76,05 % für weitere fünf Jahre in seinem Amt bestätigt worden. Zum 31. Januar 2023 legte Karl-Peter Uebereck jedoch das Amt des Ortsbürgermeisters vorzeitig nieder, wodurch eine Neuwahl erforderlich wurde.